# Gernot Grömer
Gernot Grömer (* 1975 in St. Florian) ist ein österreichischer Fernsehmoderator und Wissenschaftskommunikator. Seit 2015 präsentiert er das Servus‑TV‑Wissensmagazin TM Wissen.

## Ausbildung
Grömer studierte Astrophysik an der Universität Innsbruck und schloss 2004 mit einer Diplomarbeit über galaktischen Staub ab. 2011 schloss er sein Doktoratsstudium mit einer Dissertation über Analysis of contamination vectors during a human Mars mission an der Fakultät für Biologie am Institut für Ökologie ebenfalls an der Universsität Innsbruck ab. Teilnahme an der Sommer Session der International Space University 1997. 

## Weitere Tätigkeit
Gemeinsam mit Norbert Frischauf und Werner Balogh gründete Grömer 1997 das Österreichische Weltraum Forum. Seit 2012 leitet er den Verein Österreichisches Weltraum Forum (ÖWF). Beim ÖWF koordiniert er Trainingsprogramme und Feldsimulationen für zukünftige Marsmissionen und führt Drittmittel finanzierte Forschungsprojekte durch. Er hält Gastvorlesungen an Hochschulen in Innsbruck, Wien, Klagenfurt und München. Seine Medienarbeit umfasst vor allem die Moderation von TM Wissen, sein Podcast "Lift-Off" sowie Beiträge in Podcasts und öffentlichen Vortragsreihen wie z.B. TEDx

## Publikationen (Auswahl)
- Unterwegs im Weltraum. Ein Reiseführer durch das Sonnensystem. Ueberreuter, Wien 2019, ISBN 978-3-8000-7735-9.
- mit M. Storrie-Lombardi, B. Sattler et al.: Reducing biological contamination by a space suited astronaut. In: Acta Astronautica. Band 68 , 2011, S. 218–225, doi:10.1016/j.actaastro.2010.08.018.
- mit S. Gruber, S. Uebermasser et al.: The AMADEE‑18 Mars Analog Expedition in the Dhofar Region of Oman. In: Astrobiology. Band 20 , 2020, S. 1276–1286, doi:10.1089/ast.2019.2031.
- mit S. Oezdemir-Fritz: Planetary Analog Field Operations as a Learning Tool. In: Frontiers in Astronomy and Space Sciences. Band 7, 2020, doi:10.3389/fspas.2020.00032].
- mit  G. G. De la Torre et al.: Space Analogs and Behavioral Health Performance Research. In: npj Microgravity. Band 10 , 2024, S. 98, doi:10.1038/s41526-024-00437-w.

## Mitgliedschaften
- Gründungsmitglied und langjähriger Obmann des Österreichischen Weltraumforums (ÖWF)[16]
- Teilnehmer an der “Global Expert Group on Sustainable Lunar Activities (MVA/GEGSLA)”, since 2021.[17]
- MENA Org (Jordanien)[18]
- Advisory Board Member der AstroAid Foundation[19]